# APFA sezona 1920.
APFA sezona 1920. je 1. po redu sezona nacionalne lige američkog nogometa u SAD-u. Liga je ime APFA (American Professional Football Association) nosila do 1922. kada je preimenovana u NFL (National Football League). 
Ligu su osnovali 20. kolovoza 1920 nezavisni klubovi, većinom sa sjeveroistoka SAD-a. Prve sezone je u natjecanju sudjelovalo 14 klubova. Tada još nije postojao fiksni raspored odigravanja utakmica, klubovi su sami određivali protivnike s kojima su igrali. Također, klubovi su mogli igrati i protiv klubova koji nisu bili članovi lige. Zbog toga su među klubovima postojale velike razlike u broju odigranih utakmica, ukupno ili samo unutar lige, pa se nije službeno vodila tablica rezultata i učinka. 
Prvak lige je bio određen na sastanku nakon završetka sezone (utakmica doigravanja za naslov prvaka se počela igrati tek 1932.), a prvakom je proglašena momčad s najboljim omjerom pobjeda i poraza. To su bili Akron Prosi, iz Akrona u Ohiju, jer su bili jedina neporažena momčad te sezone.

## Poredak na kraju sezone
| Momčad                   | Pob | Por | Ner | %     |
| ------------------------ | --- | --- | --- | ----- |
| Akron Pros*              | 8   | 0   | 3   | 100,0 |
| Decatur Staleys          | 10  | 1   | 2   | 90,9  |
| Buffalo All-Americans    | 9   | 1   | 1   | 90,0  |
| Chicago Cardinals        | 6   | 2   | 2   | 75,0  |
| Rock Island Independents | 6   | 2   | 2   | 75,0  |
| Dayton Triangles         | 5   | 2   | 2   | 71,4  |
| Rochester Jeffersons     | 6   | 3   | 2   | 66,7  |
| Canton Bulldogs          | 7   | 4   | 2   | 63,6  |
| Detroit Heralds          | 2   | 3   | 3   | 40,0  |
| Cleveland Tigers         | 2   | 4   | 2   | 33,3  |
| Chicago Tigers           | 2   | 5   | 1   | 28,6  |
| Hammond Pros             | 2   | 5   | 0   | 28,6  |
| Columbus Panhandles      | 2   | 6   | 2   | 25,0  |
| Muncie Flyers            | 0   | 1   | 0   | 0,0   |

Napomena: * - proglašeni prvacima, % - postotak pobjeda

## Vanjske poveznice
- Pro-Football-Reference.com, statistika sezone 1920. u NFL-u
- NFL.com, sezona 1920.